# محمد ستاری وفایی
محمد ستاری وفایی (زادهٔ ۱۳۲۵) نظامی بازنشسته اهل ایران است. او از اوایل تأسیس سپاه پاسداران انقلاب اسلامی به این نهاد پیوست و در طول جنگ ایران و عراق، در یگان مهندسی قرارگاه مرکزی خاتم‌الانبیا بود. وی از طراحان پل شناور بر روی اروندرود در جریان عملیات والفجر ۸ بود. پس از پایان جنگ، یک قرارگاه جدید به نام قرارگاه سازندگی خاتم‌الانبیاء ایجاد شد و ستاری به عنوان جانشین فرمانده کل سپاه در قرارگاه، ادارهٔ این قرارگاه را برعهده گرفت.
وفایی در سال ۱۳۸۴ از فرماندهی قرارگاه کناره‌گیری کرد. او پس از خروج از سپاه، مدتی به عنوان مشاور رئیس‌جمهور احمدی‌نژاد فعالیت کرد و سپس به نویسندگی روی آورد.